# 海丰县劳动银行旧址
海丰县劳动银行旧址，位于中国广东省汕尾市海丰县城人民南路，东与海丰红宫红场旧址相邻。为海丰县的一个县级文物保护单位，类型为近现代重要史迹及代表性建筑，公布时间为1963年。
海丰县劳动银行旧址的历史年代为1928年。建筑原貌已改变。

## 历史
劳动银行旧址原为南丰布厂。1928年初，海丰县苏维埃政府在这里建立劳动银行，发展革命根据地的经济，为政治军事斗争积蓄物质力量。
劳动银行建立后，因来不及印刷钞票，以原南丰布厂发行的布票加盖“海丰苏维埃政府劳动银行”印章，在市面上流通。
劳动银行的建立，为巩固和发展革命根据地作出了积极贡献。红军优待条例中规定：红军士兵家庭如无力购置肥料、农具之类，可向银行借贷。